# Oceanska kora
Oceanska kora dio je Zemljine litosfere koja se nalazi ispod oceanskih bazena. Oceanska kora ponajprije se sastoji od mafitnih stijena. Tanja je od kontinentalne kore, a njena debljina u prosjeku iznosi manje od 10 km. Međutim, mnogo je gušća, a srednja gustoća joj iznosi negdje oko 3,3 g/cm3.

## Sastav
Oceanska kora sastoji se od sljedećih litoloških članova:
- sediment: pokrov pelagičkih sedimenata, pretežito radiolariti i rožnjaci, a na dubinama manjim od 4 km mogući su i pelagički vapnenci (scaglia vapnenci). Ovaj sloj ne mora postojati, a ako je prisutan, tanji je od 1 km. Najtanji je u blizini srednjooceanskog hrpta, a udaljavajući se od hrpta sve je deblji;
- submarinske efuzivne stijene: tanki slijed, najčešće u obliku pillow bazalta, a naknadno mogu biti izmijenjene u spilite;
- žilne stijene: debeli slijed dajkova dijabaza, koji se znaju međusobno presijecati;
- gabroidne intruzivne stijene: najdeblji slijed, a kreće se od sitnozrnatih leukokratnih varijeteta (plagiogranita) u vršnome dijelu do prijelaznih ultramafitnih stijena u donjem dijelu;
- krustalni peridotiti: tanka sekvenca magmatskog sklopa koja je debela par stotina metara. Ovi peridotiti imaju poikilitne strukture i sadrže plagioklase kao akcesorne minerale. Po sastavu mogu odgovarati bilo kojoj ultrabazičnoj stijeni. U njima se također nalaze leće kromita, a vrlo često ih presijecaju žile piroksenita i/ili hornblendita.

Ove stijene kristaliziraju iz toleitne bazaltne magme, koja vuče porijeklo iz vanjskoga plašta, i to iz plaštnih ultramafita.

## Životni ciklus
Oceanska kora najčešće ne traje duže od 200 milijuna godina. Kontinuirano se stvara na srednjooceanskim hrptovima, na kojima se vruća magma izdiže do kore te hladi, čime potiskuje koru od hrpta. Neprestano nastajanje nove oceanske kore gura stariju koru od hrpta. Odmičući se ona postaje sve hladnija i gušća, a na nju se može nadograđivati i sediment.
Oceanska kora subdukcira se prema plaštu na konvergentnim granicama. Ove granice mogu postojati između dviju oceanskih ploča ili između oceanske i kontinentalne ploče. Na granici oceanske i kontinentalne ploče, oceanska ploča uvijek je subducirana, jer kontinentalna kora ima manju gustoću od oceanske. Proces subdukcije razlog je zbog kojeg oceanska kora nije starija od 200 milijuna godina. Teorija koja objašnjava ove procese jest tektonika ploča.

## Magnetske linije
Oceanska kora pokazuje zanimljiv uzorak paralelnih magnetskih linija, paralelnih srednjooceanskim hrptovima, koje su “zamrznute” u bazaltu. 1950-ih, znanstvenici su kartirali magnetsko polje nastalo djelovanjem stijena na oceanskom dnu. Kako su se pomicali duž oceanskog dna, primijetili su simetričan uzorak pozitivnih i negativnih magnetskih anomalija s linijom simetrije na srednjooceanskom hrptu. Ova pojava je posljedica kontinuiranog nastajanja novih stijena izbijanjem magme na srednjooceanskim hrptovima. Kada se magma ohladi i nastane stijena, ona u sebi ima sačuvan smjer tadašnjeg Zemljinog magnetskog polja. Nova magma potiskuje staru hladnu magmu, tj. magmatsku stijenu s hrpta. Približno pola nove stijene nastao je na jednoj strani hrpta, a pola na drugoj.